# Bretagne Classic Ouest-France 2020
La Bretagne Classic Ouest-France 2020, ottantaquattresima edizione della corsa e valevole come prova dell'UCI World Tour 2020 categoria 1.UWT, si è svolta il 25 agosto 2020 su un percorso di 247,7 km, con partenza e arrivo a Plouay, in Francia. La vittoria è stata appannaggio dell'australiano Michael Matthews, il quale ha completato il percorso in 6h01'14", precedendo lo sloveno Luka Mezgec e il francese Florian Sénéchal.
Sul traguardo di Plouay 104 ciclisti, su 161 partenti, hanno portato a termine la competizione.

## Squadre e corridori partecipanti
| N.      | Cod. | Squadra               |
| ------- | ---- | --------------------- |
| 1-7     | EF1  | EF Pro Cycling        |
| 11-17   | AST  | Astana Pro Team       |
| 21-27   | LTS  | Lotto Soudal          |
| 31-37   | ALM  | AG2R La Mondiale      |
| 41-47   | TJV  | Team Jumbo-Visma      |
| 61-66   | TBM  | Bahrain-McLaren       |
| 71-77   | BOH  | Bora-Hansgrohe        |
| 81-87   | NTT  | NTT Pro Cycling Team  |
| 91-97   | UAD  | UAE Team Emirates     |
| 101-107 | MOV  | Movistar Team         |
| 111-117 | DQT  | Deceuninck-Quick-Step |
| 121-127 | MTS  | Mitchelton-Scott      |

| N.      | Cod. | Squadra                    |
| ------- | ---- | -------------------------- |
| 132-137 | TDE  | Total Direct Énergie       |
| 142-147 | AFC  | Alpecin-Fenix              |
| 151-157 | BVC  | B&B Hotels-Vital Concept   |
| 171-177 | GFC  | Groupama-FDJ               |
| 181-187 | ARK  | Team Arkéa-Samsic          |
| 191-197 | COF  | Cofidis, Solutions Crédits |
| 201-207 | SUN  | Team Sunweb                |
| 211-217 | TFS  | Trek-Segafredo             |
| 221-227 | CWG  | Circus-Wanty Gobert        |
| 231-237 | NDP  | Nippo Delko Provence       |
| 241-247 | ISN  | Israel Start-Up Nation     |

## Ordine d'arrivo (Top 10)
| Pos. | Corridore           | Squadra      | Tempo    |
| ---- | ------------------- | ------------ | -------- |
| 1    | Michael Matthews    | Team Sunweb  | 6h12'23" |
| 2    | Luka Mezgec         | Mitchelton   | a 1"     |
| 3    | Florian Sénéchal    | Deceunick    | s.t.     |
| 4    | Aimé De Gendt       | Circus       | s.t.     |
| 5    | Alessandro Fedeli   | Nippo Delko  | s.t.     |
| 6    | Quinn Simmons       | Trek         | s.t.     |
| 7    | Nils Eekhoff        | Team Sunweb  | a 3"     |
| 8    | Daniel McLay        | Arkéa        | a 5"     |
| 9    | Anthony Roux        | Groupama-FDJ | s.t.     |
| 10   | Iván García Cortina | Bahrain      | s.t.     |